# Eticyclidin
Eticyclidin ist ein dissoziatives Narkosemittel mit halluzinogenen Wirkungen. Es ähnelt in seiner Wirkung dem Phencyclidin (PCP), ist aber etwas potenter.

## Entwicklung
PCE wurde in den 1970er Jahren von Parke-Davis entwickelt und unter dem Codenamen CI-400 auf sein anästhetisches Potenzial hin untersucht. Die Forschung an PCE wurde nach der Entwicklung von Ketamin, einem ähnlichen Stoff mit günstigeren Eigenschaften, nicht fortgesetzt. PCE ist etwas wirksamer als PCP, aber sein unangenehmer Geschmack und die Tendenz, Übelkeit zu verursachen, machten es bei den Konsumenten weniger beliebt.

## Rechtlicher Status
Aufgrund seiner Ähnlichkeit in den Wirkungen mit PCP wurde PCE in den 1970er Jahren in den USA verboten, obwohl es in den 1970er und 1980er Jahren nur kurzzeitig konsumiert wurde und heute wenig bekannt ist. In Deutschland ist Eticyclidin in Anlage I des Betäubungsmittelgesetzes aufgeführt und ebenfalls verboten.